# Lazzaro Calvi

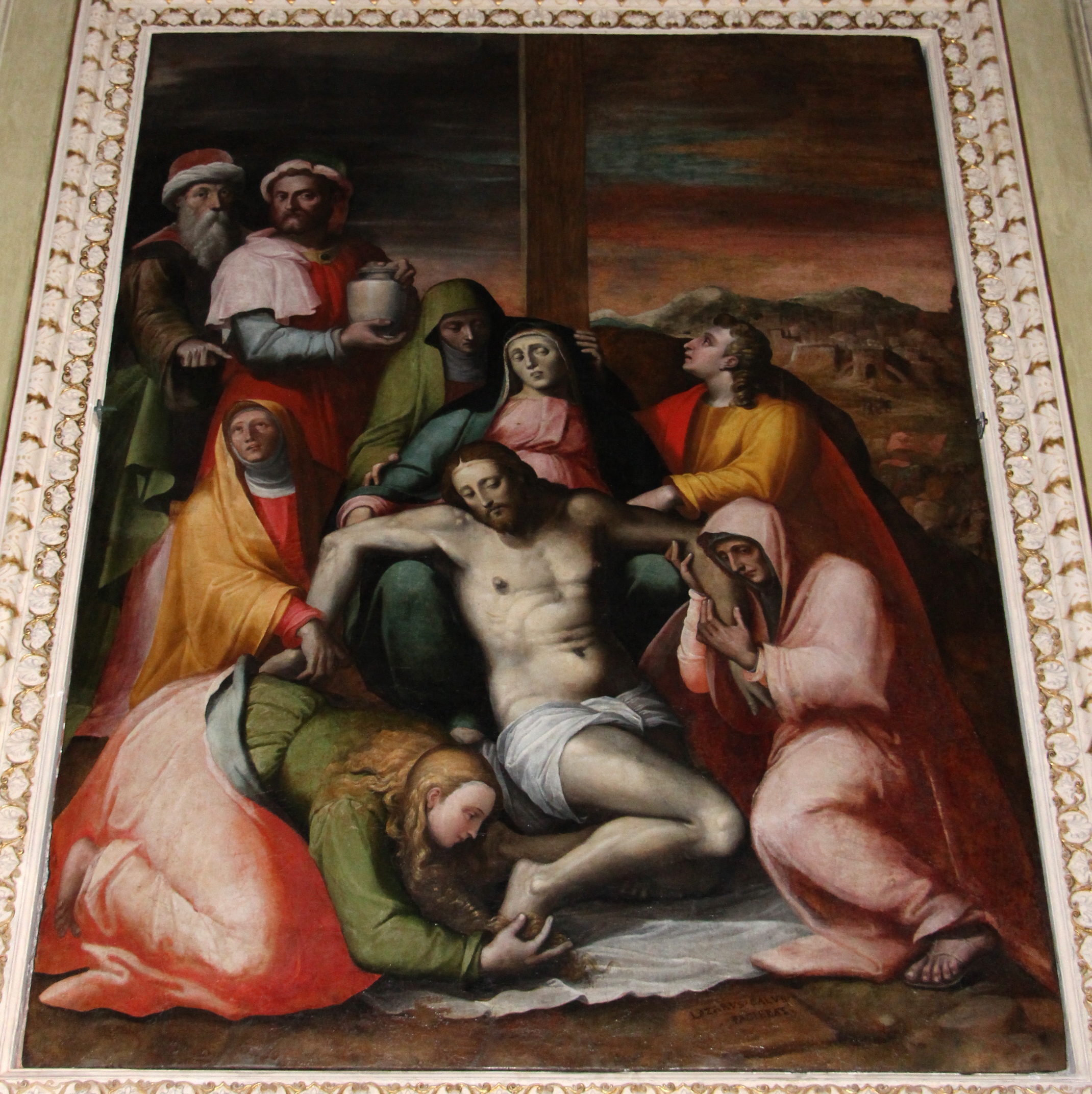
Lazzaro Calvi, Deposizione, Genova, chiesa della Santissima Annunziata di Portoria

Lazzaro Calvi (Genova, ... – ...; fl. XVI secolo) è stato un pittore italiano vissuto nel XVI secolo, esponente del manierismo, attivo soprattutto nella città natale.

## Biografia
Figlio di un modesto pittore, Agostino Calvi, nacque a Genova nei primi anni del XVI secolo.
Non vi è concordanza tra i vari autori riguardo ai suoi dati anagrafici: i biografi più antichi, primo fra tutti il Soprani, riportano che visse tra il 1502 e il 1607, affermando esplicitamente che morì a 105 anni. Autori più recenti, ritenendo quell'età assai improbabile a quel tempo, indicano come data di morte il 1587, corrispondente all'epoca dei suoi ultimi lavori, altri ancora ritengono di posticipare la data di nascita al 1512, anticipando nel contempo quella della morte al 1603. Non sono comunque noti documenti che possano attestare con certezza una o l'altra delle date indicate.
Insieme al fratello maggiore Pantaleo ricevette dal padre i primi rudimenti della pittura, in seguito divenne allievo di Perin del Vaga. Intorno alla metà del secolo era conosciuto come uno dei principali esponenti della pittura manierista a Genova, dove ottenne numerose commissioni per affreschi nelle facciate e negli interni di prestigiosi palazzi del patriziato genovese. L'incarico più importante fu quello per il palazzo Doria-Spinola, eseguito tra il 1541 e il 1543 in collaborazione con il fratello Pantaleo, con raffigurazioni di imprese della famiglia Doria e personaggi dell'antica Roma nella facciata e un medaglione con l'Apoteosi di Antonio Doria al piano nobile, lavori che evidenziano l'influsso del suo maestro Perin del Vaga.
Nel 1544 fu chiamato ad operare nel Principato di Monaco, dove eseguì affreschi nel palazzo del principe e nel 1547 a Napoli, dove ottenne per i suoi servigi il privilegio di aggiungere al suo stemma di famiglia una testa di Moro bendato.
Esponente della tradizione, si mostrò incapace di rinnovare nel tempo il proprio stile, non riuscendo a reggere il confronto con i maggiori artisti genovesi di quel periodo, quali Luca Cambiaso, Giovan Battista Castello e Ottavio Semino. A partire dal 1559, contrariato dal fatto che questi gli fossero preferiti dai grandi committenti locali, ed in particolare per la preferenza accordata dalla famiglia Doria al Cambiaso per gli affreschi in San Matteo, abbandonò la pittura per dedicarsi ad altre attività, quali la nautica e la scherma. Noto per il suo carattere iroso, vari biografi gli attribuiscono l'avvelenamento per gelosia di mestiere di un giovane pittore emergente, Giacomo Bargone.
Riprese a dipingere nel 1565 nel palazzo Grimaldi, oggi detto "della Meridiana", con soggetti a carattere mitologico ispirati agli affreschi del Bergamasco nella villa delle Peschiere, eseguiti in quegli stessi anni.
Tra le ultime opere, giudicate dai critici di mediocre qualità, gli affreschi nei palazzi Lercari Parodi, Pantaleo Spinola e Angelo Giovanni Spinola, tutti in Strada Nuova, lavori eseguiti con la collaborazione del fratello e dei nipoti.
L'ultimo lavoro documentato, nel 1587, sono stati gli affreschi raffiguranti la gloria ed il martirio di S. Caterina nella chiesa omonima, oggi scomparsa.
Il fratello Pantaleo, vissuto anch'egli fino a tarda età, lavorò quasi esclusivamente in collaborazione con Lazzaro del quale ripeteva i caratteri stilistici con una certa rigidezza formale; sono poche le opere attribuibili interamente a lui. Lazzaro lasciò un'unica figlia, sposata ad un gentiluomo genovese, invece i quattro figli di Pantaleo, Marc'Antonio, Aurelio, Benedetto e Felice proseguirono l'attività artistica del padre e dello zio, ma non ne uguagliarono la qualità artistica; di essi solo Marc'Antonio riuscì a distinguersi, ottenendo varie commissioni da Gianandrea Doria e dagli Spinola.

## Opere
Di seguito è riportato un elenco, parziale, di alcune delle opere prodotte da Lazzaro Calvi nel corso della sua lunga carriera artistica, conservate in diverse chiese e palazzi, soprattutto a Genova. Alcuni affreschi sono scomparsi per la demolizione degli edifici che li ospitavano, altri, soprattutto quelli nelle facciate dei palazzi, sono oggi poco leggibili.

### Affreschi
- Affresco (1540) raffigurante Maria con i santi Colombano e Giovanni Battista, nella facciata della scomparsa chiesa di San Colombano, che faceva parte del complesso dell'Ospedale degli Incurabili, Genova[3]
- Facciata di palazzo Doria-Spinola (1541-1543), in collaborazione con il fratello Pantaleo, con riquadri raffiguranti imperatori romani, Alessandro Magno e scene di battaglia riferite ad imprese delle famiglie Doria e Spinola[6]; al piano nobile, Apoteosi di Antonio Doria.[3]
- Facciata del palazzo di Nicola Cicala, piazza dell'Agnello, in collaborazione con il fratello Pantaleo (1542). Oggi di questi affreschi restano pochi frammenti.[3][6][7]
- Affresco raffigurante la Nascita del Battista (1552), nella cappella Centurione della scomparsa chiesa di Santa Maria degli Angeli di Promontorio (demolita nel 1810)[3]
- Affreschi a soggetto mitologico nei saloni interni del palazzo della Meridiana, Genova[3][6]
- Affreschi nella villa Lomellini a Granarolo (1557)[3]
- Decorazione della facciata originaria del palazzo Bendinelli Sauli, Genova
- Affreschi nella cappella ed in varie stanze del Palazzo del Principe, Genova[6][8]
- Facciata del palazzo Paolo Battista e Niccolò Interiano con riquadri a nicchie e figure, oggi poco leggibili, realizzato in collaborazione con il nipote Benedetto Calvi[6]
- Facciata del palazzo Angelo Giovanni Spinola, in collaborazione con il fratello Pantaleo
- Affresco nel palazzo Lercari-Parodi raffigurante il Combattimento tra Orazi e Curiazi, oltre a vari decori nelle sale e lungo lo scalone; nello stesso palazzo realizzò, con la collaborazione del fratello e dei nipoti, affreschi con storie di Giuseppe, Abramo ed altri personaggi biblici[3]
- Affreschi nei palazzi Pantaleo Spinola e Angelo Giovanni Spinola, sempre in collaborazione con il fratello ed i nipoti[3]
- Affreschi nella scomparsa chiesa di S. Caterina, da cui prende nome l'omonima salita, raffiguranti la gloria ed il martirio della santa; è l'ultimo lavoro documentato dell'artista (1587). La chiesa, chiusa nel 1797, fu demolita nel 1829[3]

### Dipinti

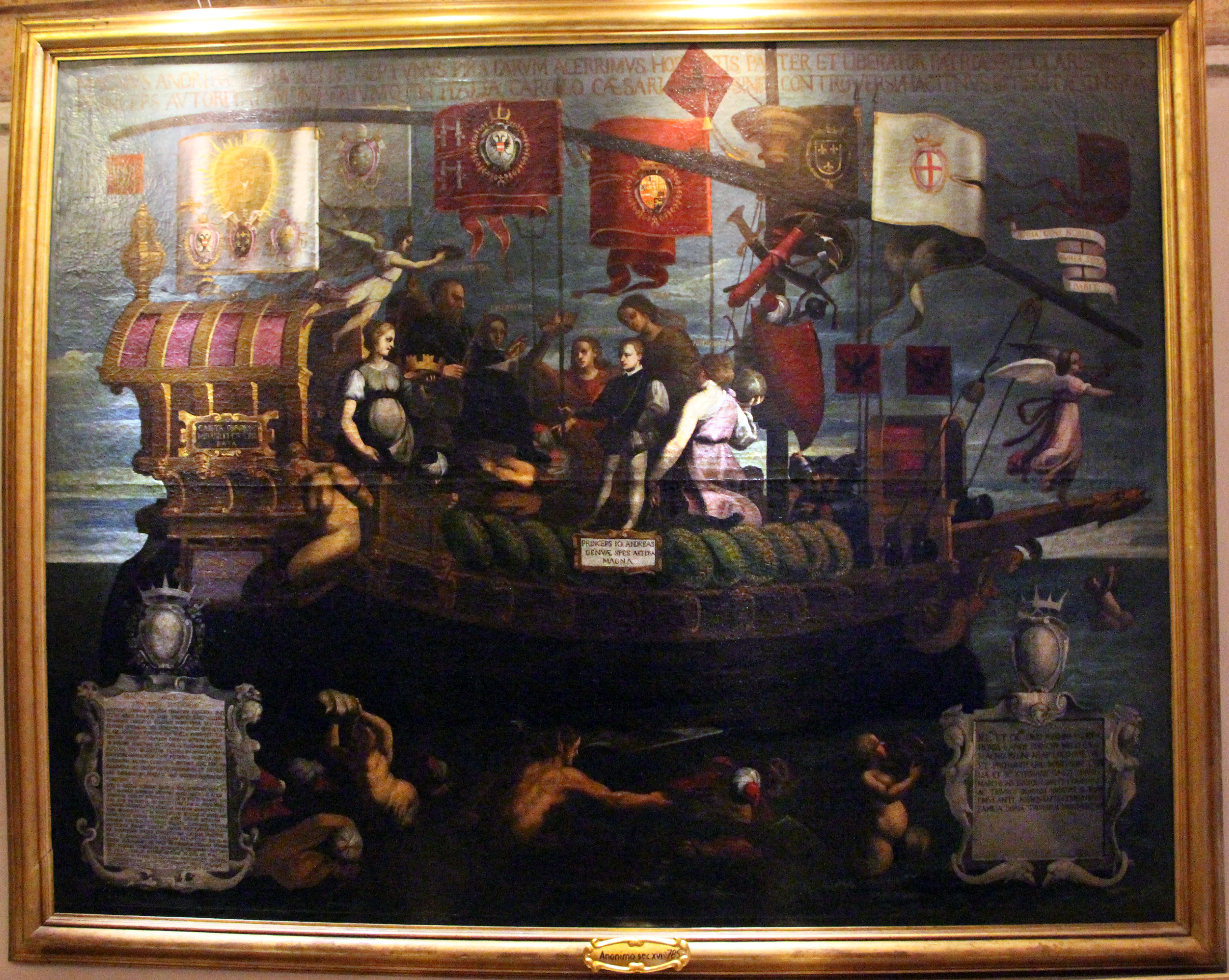
Lazzaro Calvi, Assedio di Corone (1580), Genova, Villa del Principe

- Deposizione, datata 1577, chiesa della Santissima Annunziata di Portoria, Genova[3][6]
- Disegni preparatori per gli arazzi raffiguranti la battaglia di Lepanto conservati nella Villa del Principe, realizzati in collaborazione con Luca Cambiaso.[9]
- Predica di S. Giovanni Battista, santuario della Madonna del Monte, Genova[3][6]
- S. Francesco da Paola, nell'omonimo santuario di Genova (attribuito)[6]
- San Martino dona il mantello al povero, chiesa di Santa Maria della Cella, Genova-Sampierdarena[8]
- Madonna col Bambino e san Francesco, Palazzo Rosso, Genova
- Serie di sei dipinti a tempera raffiguranti L'assedio di Corone (1580) conservati nel Palazzo del Principe, Genova[6]
- Un dipinto a lui attribuito dello stesso soggetto (Assedio della fortezza inferiore di Corone dal mare) è conservato al Galata − Museo del mare di Genova[10]
- Due tele raffiguranti Gesù che cammina sulle acque e Conversione di sant'Agostino sono conservate nella chiesa di S. Giovanni di Pré[3]